# Sahara Smithová
Sahara Smithová (nepřechýleně Smith; * 26. září 1988) je americká zpěvačka. Narodila se v Austinu a vyrůstala ve Wimberley. Již od dětství se věnovala psaní básní a brzy rovněž začala skládat hudbu. Mezi její hudební vzory patřili například Leonard Cohen a Tom Waits. Své první album nazvané Myth of the Heart vydala v roce 2010 (vydavatelství Playing in Traffic Records). Na desce se podíleli například Marc Ribot, Keefus Ciancia a další. Vystupovala například v Noční show Davida Lettermana.